# Yoo Sang-chul
Yoo Sang-chul, född 18 oktober 1971 i Seoul, Sydkorea, död 7 juni 2021 i Seoul, var en sydkoreansk fotbollsspelare.